# Filmdienst
Filmdienst.de ist ein katholisches deutsches Online-Portal für Kino, Filmkultur und Filmkritik. Es gilt neben epd Film als eines der beiden führenden religiösen Publikationsorgane für Filmkritik in Deutschland. Das Portal bietet ausführliche Rezensionen zu sämtlichen Filmen, die in deutschen Kinos anlaufen. Dazu kommen Rezensionen zu einer Auswahl von DVD- und Blu-ray-Premieren, Serien, Angeboten von Streamingdiensten sowie Tipps zu Filmausstrahlungen im Fernsehen.
Die Redaktion setzt sich zusammen aus dem Chefredakteur Josef Lederle sowie Felicitas Kleiner und Marius Nobach.
Das Online-Portal ersetzte am 8. Januar 2018 die Filmzeitschrift Filmdienst (Eigenschreibweise FILMDIENST, früher film-dienst). Sie erschien bis Dezember 2017 alle 14 Tage. 2016 wurde bekannt, dass die Printausgabe aus wirtschaftlichen Gründen eingestellt und durch ein reines Online-Angebot ersetzt wird.

## Geschichte
Im Oktober 1947 erschien zum ersten Mal der Filmdienst der Jugend, der von Studenten aus der katholischen Jugendarbeit herausgegeben wurde. 1949 entstand die Katholische Filmkommission für Deutschland, die für die Filmbewertung der römisch-katholischen Kirche zuständig war. Die Kommission übernahm den Filmdienst der Jugend und benannte die Zeitschrift 1949 in film-dienst um. Sie ist damit die älteste Zeitschrift für Filmkritik in Deutschland.

„Die Legitimation der kirchlichen Filmpublizistik nach dem Krieg ergab sich aus den Empfehlungen des Papstes Pius XI., die er in seiner Enzyklika ‚Vigilanti cura‘ 1936 veröffentlicht hatte, die aber wegen der Beschränkungen kirchlicher Filmarbeit in der NS-Zeit nicht durchzusetzen gewesen waren.“

1953 entstand das Katholische Rundfunk-Institut, das sich ab 1973 Katholisches Institut für Medieninformation (KIM) nannte und den film-dienst als Herausgeber übernahm. Von Oktober 2003 bis Mai 2011 erschien film-dienst in Bonn im Verlag Deutsche Zeitung GmbH, ab Heft 11/2011 in der dreipunktdrei mediengesellschaft mbh, deren Alleingesellschafterin die Katholische Nachrichten-Agentur ist. Die Kritiken wurden auch jeweils zusammengefasst in Buchform veröffentlicht. Zwischen 1951 und 1965 erschienen sie als Handbuch der katholischen Filmkritik in sieben Bänden im Düsseldorfer Verlag Haus Altenberg.
Der film-dienst war in den ersten 20 Jahren ein Organ, das sich an den katholischen Gläubigen richtete. Seine Kritiken kamen in den Schaukästen der Pfarreien zum Aushang. Die Kritiken konnten dadurch Einfluss auf den wirtschaftlichen Erfolg eines Films nehmen. Die Filmindustrie ging dazu über, ihre Kinofilme den Kritikern des film-dienstes vorab zu zeigen. Die politisch eher links orientierte Zeitschrift Filmkritik sah 1962 gar eine „katholische Film-Zensur“ heraufziehen.
Im Laufe der 1960er Jahre kam es zu einer zunehmenden Unabhängigkeit der römisch-katholischen Filmkritik und damit auch der Zeitschrift film-dienst von der Meinung der Deutschen Bischofskonferenz. Dies zeigte die unterschiedliche Einschätzung des Kinofilms von Ingmar Bergman Das Schweigen von 1963 und der Skandal um die Prämierung des Films Teorema – Geometrie der Liebe von Pier Paolo Pasolini 1968 beim Filmfestival Venedig durch die katholische Jury.
Im Jahr 1987 kam es zur Herausgabe der gesammelten film-dienst-Kritiken als Lexikon des internationalen Films durch den Rowohlt Verlag. Dabei wurden Einschätzungen aus früheren Jahrzehnten teilweise revidiert oder in neuer Textform dargelegt.
Die katholische Filmarbeit war in wichtigen Gremien der Filmwirtschaft, der Freiwilligen Selbstkontrolle der Filmwirtschaft (FSK) und wichtigen staatlichen Organen wie der Bundesprüfstelle für jugendgefährdende Schriften, der Filmbewertungsstelle der Länder und der Filmkommission beim Bundesinnenministerium, durch ihre Filmfachleute beteiligt. Die Arbeiten sind besonders in der Filmbewertungsstelle Wiesbaden und der Filmförderungsanstalt erfolgt.

## Inhalt
Das Portal versteht sich – wie das frühere Print-Magazin – als Publikation, die das Medium Film in all seinen Erscheinungsformen beschreiben und kritisch bewerten will. Das gelte für das Mainstream-Kino, in besonderer Weise aber auch für Filme und Filmkünstler, die ohne finanzstarke Produktions- und Verleihfirmen im sonstigen Medienangebot wenig wahrgenommen werden.
Der Inhalt und die Bedeutung eines Films wird in den Rezensionen mit einer Synopse („Kurzkritik“, „Stellungnahme der Katholischen Filmkommission für Deutschland“) in zwei oder drei Sätzen beurteilt. In vielleicht fünf bis zehn Prozent aller Fälle spricht die katholische Filmkritik ein „Sehenswert“ und sehr selten ein „Wir raten ab“ aus, in anderem Zusammenhang wird auch von „sehens- und diskussionswerten“ Filmen gesprochen. In jeder Ausgabe wird ein neu erschienener Film zum „Kinotipp der katholischen Filmkritik“. Besonders lohnende DVDs („außergewöhnliche Fassung“, „überdurchschnittliches Sekundärmaterial“) können seit einigen Jahren das Gütesiegel „Silberling“ erhalten.
Über die ausführlichen Rezensionen hinaus gibt es weitere Berichte rund ums Kino: Porträts von Filmemachern und Schauspielern, thematische Analysen, Interviews mit Filmschaffenden, filmgeschichtliche Zusammenfassungen, aktuelle Kurzmeldungen aus der Filmbranche, Blicke auf das Schaffen einzelner Filmnationen sowie auf die großen internationalen Filmfestivals, Besprechungen zu Ausstellungen, neuen Filmbüchern und Filmmusiken.
Wie dargestellt, konnten in der Print-Zeitschrift seit 2007 vereinzelt auch Horrorfilme oder leichte Unterhaltungsfilme wohlwollend besprochen werden. Eine ausgesprochen katholische Interpretation kommt nur in punktuellen Streitfällen (Die letzte Versuchung Christi, 1988, Die Passion Christi, 2004) zum Tragen. Mehrmals im Jahr widmeten sich besondere Themenhefte unterschiedlichen filmtheoretischen oder cineastischen Schwerpunkten. Aus Anlass des 60. Geburtstags des film-dienstes im Oktober 2007 erschien das Themenheft „LICHT!“. In einem ständigen Focus begleitet der film-dienst das aktuelle Filmgeschehen in der Schweiz.
Im Jahr 2002 erhielt film-dienst – ebenso epd Film – den mit 15.000 Euro dotierten Preis der Filmkritik. Die beiden Publikationen seien für alle unersetzlich geworden, die sich in Deutschland mit Filmen beschäftigen, erklärte der Vorsitzende des Verbands der deutschen Filmkritiker, Rolf-Rüdiger Hamacher. Der Preis wird von der Filmstiftung NRW und vom Verband der deutschen Filmkritik ausgelobt.
Mit der Ausgabe 4/2013 wurde die Zeitschrift auf ein neues Layout umgestellt. Außerdem wurden weiterhin sämtliche deutschen Kinostarts besprochen, jedoch nur noch eine Auswahl davon ausführlich im Heft. Alle übrigen Filme werden mit Langkritiken im Onlineangebot der Zeitschrift berücksichtigt. Im August 2014 wurde die seit Jahrzehnten bestehende Beilage „Film im Fernsehen“ eingestellt und durch ausführliche redaktionelle Fernsehseiten mit Tipps zu bestimmten Filmen, Themenabenden, -tagen und -wochen, Filmmagazinen, ausgestrahlten Kurzfilmprogrammen, speziellen Festivalberichterstattungen und besonders sehenswerten Fernsehpremieren ersetzt.
film-dienst ist Partner des Kirchlichen Filmfestivals Recklinghausen.

## Angebote und Medien

### Onlineangebot
Seit Januar 2018 ist Filmdienst.de ein Online-Portal. Der Zugang ist kostenfrei. Ein vollständiger Zugriff auf die Filmdatenbank Lexikon des internationalen Films kostet jährlich 24,90 Euro. Das Lexikon des internationalen Films ist die umfänglichste deutsche Filmdatenbank, die Informationen und Wertungen zu mehr als 80.000 Filmen und 240.000 Regisseuren, Schauspielern und Filmschaffenden enthält, die seit 1946 in den deutschen Kinos oder auf Video bzw. DVD und im Fernsehen veröffentlicht wurden. Im Bereich „Mein Filmdienst“ können Nutzer eigene Kommentare und Anmerkungen hinterlassen.
Bis Ende 2017 waren auf der Homepage Filmkritiken und ausgewählte Texte der aktuellen Ausgaben jeweils auch online zugänglich. Abonnenten hatten außerdem Zugang zum cinOmat. Der Name der Filmdatenbank wurde ab Januar 2018 von cinOmat auf Lexikon des internationalen Films geändert. Die Website filmdienst.de erreicht durchschnittlich 35.000 Unique Visits pro Monat (Stand Dezember 2014).

### Lexikon des Internationalen Films
Zusätzlich zum Filmmagazin erarbeitete der Filmdienst das Lexikon des internationalen Films. Es erschien erstmals 1987 – in Fortführung der bisherigen Einzelbände – als zehnbändige Publikation; deren ergänzte und überarbeitete Neuauflage wurde im Oktober 2001 (Verlag Zweitausendeins, Frankfurt/Main) publiziert. Im Rahmen der „Jahrbücher Film“ im Schüren Verlag (Marburg) wurde das Lexikon jährlich in Buchform ergänzt und erweitert.

„Das Lexikon ist nicht einfach eine Auflistung von Filmen, sondern repräsentiert in gewissem Sinn die Ziele katholischer Filmarbeit. Die Erfassung des gesamten Filmangebots in seiner ganzen Breite spiegelt die Intention, die kulturelle Vielfalt des Films nachdrücklich zu unterstützen. (…) Auch das Anliegen, neben der künstlerischen Form die vermittelten Werte kritisch zu befragen, hat seine Berechtigung, die durch immer wieder neu entfachte Diskussionen über problematische Medienwirkungen unterstrichen wird.“

### Buchreihe Edition „film-dienst“ im Schüren-Verlag
Seit dem Jahr 2000 existiert die vom Filmdienst kuratierte Buchreihe Edition „film-dienst“. Nachdem der erste Band, Krzysztof Kieslowski. Kino der moralischen Unruhe von Margarete Wach (2000), noch im Katholischen Institut für Medieninformation in Köln erschien, werden die Bücher inzwischen im Schüren Verlag, Marburg, verlegt. Bislang sind erschienen: Etwas Besseres als den Tod … Filmexil in Hollywood von Helmut G. Asper (2002), Brennpunkt Hollywood von Franz Everschor (2003), Farbe im Kino von Susanne Marschall (2005) und Scheherazade im Kino: 1001 Nacht aus Hollywood (2006) von Felicitas Kleiner, Kameraautoren: Technik und Ästhetik (2008) von Thomas Brandlmeier, Worte/Widerworte. Volker Baer: Texte zum Film 1958–2007 (2009) von Ralf Schenk (Hrsg.), Fliegerträume und spanische Erde. Der Spanische Bürgerkrieg im Film (2010) von Wolfgang Martin Hamdorf/Clara López Rubio (Hrsg.) und Formen der Liebe: Die Filme von Rudolf Thome (2010) von Ulrich Kriest (Hrsg.).

### CD-Reihe „Edition Filmmusik – Komponiert in Deutschland“
Seit Mai 2007 publiziert der Filmdienst gemeinsam mit NORMAL Records die CD-Reihe „Edition Filmmusik – Komponiert in Deutschland“, die die Vielseitigkeit und die hohe Qualität von deutschen Filmkomponistinnen und -komponisten würdigt. Durch ständige Neuerscheinungen soll ein umfassender Überblick über die aktuelle deutsche Filmmusik gegeben werden, wobei jede CD jeweils eine Komponistin oder einen Komponisten präsentiert und in einem ausführlichen Booklet vorstellt. Bislang erschienen sind CDs zu Annette Focks, Katja Tchemberdji, Martin Todsharow (Doppel-CD), Stefan Will, Christine Aufderhaar, Dieter Schleip (Doppel-CD), Thomas Osterhoff, Angelika Niescier, Natalia Dittrich, Marcel Barsotti, Ralf Wengenmayr, Ali N. Askin, Ulrike Haage, Yati E. Durant, Fabian Römer und Niki Reiser. Vertrieben wird die Edition von Normal Records; unterstützt wird sie durch die DEFA-Stiftung sowie das Internationale Frauenfilmfestival Dortmund/Köln.

## Weitere Aktivitäten
- Filmdienst betätigt sich als Medienpartner des Kirchlichen Filmfestivals Recklinghausen.